# 犬丸りん
犬丸 りん（いぬまる りん、本名：山崎 典子（やまざき のりこ）、1958年2月7日 - 2006年9月10日）は、日本の漫画家・エッセイスト。東京都出身。
NHK教育テレビのテレビアニメ作品『おじゃる丸』の原案者として知られる。ペンネームは、自身が犬と忍者とラ行と「ん」を好んでいたことにちなむという。

## 略歴
筑波大学大学院修士課程芸術研究科・デザイン専攻視覚伝達デザイン分野修了。1990年、『モーニング』（講談社）に連載された「なんでもツルカメ」でデビュー。
2006年9月10日、自宅マンションの14階から飛び降り、隣接する5階建てビルの屋上に転落。搬送先の病院で死亡が確認された。48歳没。母親宛の遺書が残されており、「仕事ができない」と書かれていた。武蔵野警察署は、仕事上の悩みにより自殺を図ったものと判断した。
テレビアニメ『おじゃる丸』の原案担当者であったため、犬丸の死を受けて「今後も放送を続けてほしい」という要望が、ブログや掲示板等に多数寄せられた。そして以降も予定変更などはなく放送は続くことがアナウンスされた。

## 著書

### 漫画
- ゆびきりげんまん（講談社モーニングKC 1990年9月） ISBN 4-0610-2721-2 - 全1巻、デビュー作にして初コミックス
- なんでもツルカメ（講談社モーニングKC、1991年 - 1992年） - 全2巻
  - なんでもツルカメ 上（幻冬舎文庫、2001年2月） ISBN 978-4-3444-0062-7 - 上記の文庫判
  - なんでもツルカメ 下（幻冬舎文庫、2001年4月） ISBN 978-4-3444-0091-7 - 上記の文庫判
- おじゃる丸 関連作品

### エッセイ・小説
- ヤキソバパンの思想（東京書籍、1990年8月） ISBN 4-4877-5290-6
  - ヤキソバパンの思想（幻冬舎文庫、2002年4月） ISBN 978-4-3444-0212-6 - 上記の文庫判
- 禁断のプライバシー すすめ生活探検隊（大和出版、1994年2月） ISBN 4-8047-6030-X
  - 禁断のプライバシー（幻冬舎、2002年12月） ISBN 978-4-3444-0297-3 - 上記の文庫判
- ペットは女の妻である（文春ネスコ、1995年11月） ISBN 4-8903-6908-2
- かんたんに幸せになりたい（アスペクト、1996年4月） ISBN 4-8936-6509-X
  - かんたんに幸せになりたい（幻冬舎文庫、2000年2月） ISBN 978-4-8772-8838-9 - 上記の文庫判
- んまんま あの頃、あの味、あのひとびと（竹書房、1996年5月） ISBN 4-8847-5894-3
  - んまんま あの頃、あの味、あのひとびと（角川文庫、1999年3月） ISBN 978-4-0434-5701-4 - 上記の文庫判
- おかたづけ天女（角川書店、1998年2月） ISBN 4-0487-3090-8
  - おかたづけ天女（角川文庫、2000年6月） ISBN 978-4-0434-5702-1 - 上記の文庫判
- 偏愛（読売新聞社、1998年12月） ISBN 4-6439-8133-4
- おじゃる丸のまったり人生のススメ（幻冬舎、1999年3月） ISBN 4-8772-8289-0
- おじゃる丸のまったり人生のススメ2（幻冬舎、2000年7月） ISBN 4-3440-0010-2
- めろめろ（角川文庫、2001年1月） ISBN 4-0434-5703-0
- 犬丸りんのオトコ部屋のぞき（文藝春秋 文春文庫PLUS、2001年12月） ISBN 4-1676-6030-X
- クラリン（小学館、2001年12月） ISBN 4-0972-7381-7 - イラストはVi SHOP
- うちのイキモノ様（文藝春秋文春文庫PLUS、2002年12月） ISBN 4-1676-6046-6
- 桃太郎ぽけら異聞 ももぺ（幻冬舎、2003年9月） ISBN 4-3440-0384-5

### 絵本
- カエルカバ ぼくはおくさんがすきですきでたまらない（ラポート ワイド絵本シリーズ、1983年） ISBN 4-8978-6001-6
- カブッチのオトコってヤだ！（PHP研究所 ゆかいなアハハ王国シリーズ、1997年3月） ISBN 4-5696-8036-4
- クワッペのオンナってやだ！（PHP研究所 ゆかいなアハハ王国シリーズ、1998年1月） ISBN 4-5696-8090-9